# 미카추
미카 레비(Mica Levi, 1987년 2월 28일 ~ )는 미카추(Micachu)라는 예명으로 활동하는 잉글랜드의 싱어송라이터, 작곡가, 음악 프로듀서이다. 영화 《언더 더 스킨》과 《재키》의 음악을 맡았다.